# أحمر داكن (فلم إيطالي)
أحمر داكن (بالإيطالية: Profondo rosso) فيلم إيطالي لعام 1975 من إخراج داريو أرجنتو وشارك في كتابته أرجنتو وبرناردينو زابوني. صدر في 7 مارس 1975. أنتجه كلوديو وسلفاتوري أرجينتو. قام بالبطولة ماشا ميريل وديفيد همينجز  كعازف بيانو يحقق في سلسلة من جرائم القتل التي قام بها شخص غامض يرتدي قفازات جلدية سوداء.

## طاقم التمثيل
- ديفيد همينجز: في دور ماركوس دالي
- داريا نيكولودي: في دور جيانا بريزي
- ماشا ميريل: في دور هيلجا أولمان
- إيروس باجني: في دور كالكابريني
- جوليانا كالاندرا: في دور أماندا ريجيتي
- كلارا كالاماي: في دور مارثا (والدة كارلو)
- غابرييل لافيا: في دور كارلو
- بييرو مازينجي: في دور باردي
- جلاوكو موري: في دور أ.د. جيورداني
- ألدو بونامانو: في دور والد كارلو
- ليانا ديل بالزو: في دور إلفيرا
- فيتوريو فانفوني: في دور شرطي
- دانتي فيوريتي: في دور مصور للشرطة
- جيرالدين هوبر: في دور ماسيمو ريتشي
- جاكوبو مارياني: في دور يونغ كارلو
- نيكوليتا إلمي: في دور أولغا
- فيوريو مينيكوني: في دور رودي
- فولفيو مينجوزي: في دور العميل مينجوزي
- لورينزو بياني: في منصب مسؤول بصمات الأصابع
- أتيليو دوتيسيو: في دور بائع زهور[4]

## ملخص أحداث الفيلم
خلال مؤتمر خاص حول الظواهر الخارقة، تتلقى متصلة روحانية مشهورة رسالة غريبة مفادها أن هناك قاتلًا من بين الجمهور، ويتم نقلها بسرعة إلى شقتها حيث قُتلت بوحشية على يد مهاجم مجهول. يتعاون الشاهد، الذي تبين أنه عازف بيانو، مع مراسل محلي للتحقيق في وفاة المتصلة الروحانية، وبعد مقابلات شركاء العمل، يواجهوا عقبة صغيرة ويذهبوا كلاً في طريق منفصل. يصل كلاهما إلى طريق مسدود في التحقيقات، ويضعوا خلافاتهم جانبًا ويقرروا محاولة حلها معًا، وبعد مجموعة فضفاضة من القرائن التي يبدو أنها لا علاقة لها ببعضها البعض، يكتشفوا أن القاتل كان يستهدفهم. مع استمرارهم في التحقيق، يقدم أحد الأصدقاء مساهمة مهمة، ودليل جديد يدفعهم لكي يبدأون في وضع القرائن معًا والتسابق لإيقاف القاتل قبل أن يضرب مرة أخرى..

## استقبال الفيلم
منح موقع الطماطم الفاسدة تقييم للفيلم بلغ 96% بناء على آراء 24 ناقد، وكتب إجماع الموقع: «الكاميرا الحركية والدماء الوحشية التي جعلت داريو أرجنتو مشهوراً معروضة بالكامل، لكن إضافة قصة مقنعة ومعقدة تجعل من الفيلم تحفة فنية.»
كتب ألمار هفليداسون من البي بي سي في 25 يناير 2002: «إثارة مفرطة لا هوادة فيها»، ومنحت الفيلم درجة 5/5.
كتي كيث فيبس من أيه في كلوب في 17 أكتوبر 2011: «الفيلم يعمل وفقًا لمبدأ أن الكاميرا المتحركة دائمًا أفضل من الكاميرا الثابتة، وليس أفضل من إلقاء دمية شريرة مرعبة.. يعرض الفيلم تكتيكات الشجاعة الفنية والصدمة اللولبية التي جعلت المخرج أرجنتو مشهوراُ»، ومنح الفيلم تقييم (A).
كتب فنسنت كانبي من صحيفة نيويورك تايمز في 9 مايو 2005: «لا أعتقد أن المخرج داريو أرجينتو قصد إبعادنا عن الحدث بهذه الطريقة. إنه ببساطة مدير ذو كفاءة لا تضاهى».

## وصلات خارجية
- مقالات تستعمل روابط فنية بلا صلة مع ويكي بيانات